# Fluocerita-(La)
La fluocerita-(La) és un mineral de la classe dels halurs. Rep el seu nom en al·lusió a la seva composició química, que conté fluor i ceri. El sufix "-(La)" correspon a la terra rara dominant, el lantani.

## Característiques
La fluocerita-(La) és un halur, un fluorur de ceri i lantani de fórmula química (La,Ce)F₃. Cristal·litza en el sistema trigonal. Es troba en forma de cristalls laminars o tabulars, de fins a 7 centímetres. La seva duresa a l'escala de Mohs es troba entre 4 i 5. És l'anàleg amb lantani de la fluocerita-(Ce).
Segons la classificació de Nickel-Strunz, la fluocerita-(La) pertany a «03.AA - Halurs simples, sense H₂O, amb proporció M:X = 1:3» juntament amb els següents minerals: zharchikhita, molisita, fluocerita-(Ce) i gananita.

## Formació i jaciments
Es troba en filons de quars hidrotermal en granit, normalment associat a aquest. Va ser descoberta a Zhanuzak, al massís de Kent (Província de Kharagandí, Kazakhstan). També se n'ha trobat a les mines Bastnäs, a Riddarhyttan (Västmanland, Suècia). Durant un temps també va ser descrita a la mina Clara, a la Selva Negra (Alemanya) i exemplars provinents d'aquest indret es troben en diferents col·leccions, però mai han estat confirmats analíticament com a tals, i en totes hi dominava el ceri sobre el lantani.